# Sint-Martens-Lennik
Sint-Martens-Lennik är en ort i Belgien.   Den ligger i provinsen Flamländska Brabant och regionen Flandern, i den centrala delen av landet, 13 km väster om huvudstaden Bryssel. Sint-Martens-Lennik ligger 57 meter över havet och antalet invånare är 8 818.
Terrängen runt Sint-Martens-Lennik är platt. Runt Sint-Martens-Lennik är det tätbefolkat, med 762 invånare per kvadratkilometer.. Närmaste större samhälle är Bryssel, 13,3 km öster om Sint-Martens-Lennik. 
Trakten runt Sint-Martens-Lennik består till största delen av jordbruksmark.